# Belgrado-Bania Luka 2019
La 13.ª edición de la Belgrado-Bania Luka fue una carrera de ciclismo en ruta por etapas que se celebró entre el 18 y el 21 de abril de 2019 con inicio en la ciudad de Belgrado en Serbia y final en la ciudad de Bania Luka en Bosnia y Herzegovina. El recorrido constó de un total de cuatro etapas con una distancia total de 695,5 km.
La carrera fue parte del circuito UCI Europe Tour 2019 dentro de la categoría 2.1. El vencedor fue el polaco Paweł Franczak del equipo Voster ATS, seguido del alemán Aaron Grosser del equipo Bike Aid y el húngaro Attila Valter perteneciente al equipo CCC Development.

## Equipos participantes
Tomaron la partida un total de 23 equipos, de los cuales 19 fueron de categoría Continental y 4 selecciones nacionales, los que conformaron un pelotón de 154 ciclistas de los cuales terminaron 84. Los equipos participantes fueron:
| Equipos continentales (19)- Adria Mobil - AC Sparta Praha - D'Amico-UM Tools - Bike Aid - Coldeportes Bicicletas Strongman - CCC Development Team - Dukla Banská Bystrica - EvoPro Racing - Team Sauerland NRW p/b SKS GERMANY - Heizomat Rad-Net - Herrmann Radteam - Ljubljana Gusto Santic - Minsk Cycling Club - Maloja Pushbikers - Sangemini-Trevigiani-MG.Kvis - Pardus-Tufo Prostejov - Voster ATS Team - Sport.Land. Niederösterreich Selle SMP-St Rich Bikewear - Giotti Victoria-Palomar Equipos nacionales (4)- Austria - Hungría - Eslovenia - Serbia |
| |

## Etapas
| Etapa     | Fecha     | Recorrido             | type                   | Distancia (km) | Ganador        | Líder          |
| --------- | --------- | --------------------- | ---------------------- | -------------- | -------------- | -------------- |
| 1.ª etapa | 18 de abr | Belgrado – Vlasenica  | etapa de media montaña | 193,5          | Aaron Gate     | Aaron Gate     |
| 2.ª etapa | 19 de abr | Vlasenica – Brčko     | etapa escarpada        | 151            | Wouter Wippert | Aaron Gate     |
| 3.ª etapa | 20 de abr | Brčko – Teslić        | etapa llana            | 176            | Wouter Wippert | Aaron Gate     |
| 4.ª etapa | 21 de abr | Prnjavor – Bania Luka | etapa escarpada        | 175            | Marko Kump     | Paweł Franczak |

## Desarrollo de la carrera

### 1.ª etapa
| Belgrado - Vlasenica | etapa de media montaña | (193,5 km) |

| \| Clasificación de la etapa \| Clasificación de la etapa \| Clasificación de la etapa \| Clasificación de la etapa \| Clasificación de la etapa \| \| Ciclista \| Ciclista \| Equipo \| Tiempo \| \| \| ------------------------- \| ------------------------- \| ------------------------- \| ------------------------- \| ------------------------- \| \| 1.º \| Aaron Gate \| EvoPro Racing \| 4 h 13 min 36 s \| \| \| 2.º \| Attila Valter \| CCC Development \| + 3 s \| \| \| 3.º \| Ben Hill \| Ljubljana Gusto Santic \| + 5 s \| \| \| 4.º \| Adam Stachowiak \| Voster ATS Team \| + 5 s \| \| \| 5.º \| Jodok Salzmann \| Maloja Pushbikers \| + 5 s \| \| \| 6.º \| Jacopo Mosca \| D'Amico UM Tools \| + 5 s \| \| \| 7.º \| Juraj Bellan \| Dukla Banská Bystrica \| + 5 s \| \| \| 8.º \| Patrick Haller \| Heizomat rad-net.de \| + 5 s \| \| \| 9.º \| Timon Loderer \| Hrinkow Advarics Cycleang \| + 5 s \| \| \| 10.º \| Radoslav Rogina \| Adria Mobil \| + 5 s \| \| |                 |                           |                 |
| |                 |                           |                 |
| Fuente: ProCyclingStats |                 |                           |                 |
| Clasificación de la etapa |                 |                           |                 |
| Ciclista | Ciclista        | Equipo                    | Tiempo          |
| 1.º | Aaron Gate      | EvoPro Racing             | 4 h 13 min 36 s |
| 2.º | Attila Valter   | CCC Development           | + 3 s           |
| 3.º | Ben Hill        | Ljubljana Gusto Santic    | + 5 s           |
| 4.º | Adam Stachowiak | Voster ATS Team           | + 5 s           |
| 5.º | Jodok Salzmann  | Maloja Pushbikers         | + 5 s           |
| 6.º | Jacopo Mosca    | D'Amico UM Tools          | + 5 s           |
| 7.º | Juraj Bellan    | Dukla Banská Bystrica     | + 5 s           |
| 8.º | Patrick Haller  | Heizomat rad-net.de       | + 5 s           |
| 9.º | Timon Loderer   | Hrinkow Advarics Cycleang | + 5 s           |
| 10.º | Radoslav Rogina | Adria Mobil               | + 5 s           |

| \| Clasificación general \| Clasificación general \| Clasificación general \| Clasificación general \| Clasificación general \| \| Ciclista \| Ciclista \| Equipo \| Tiempo \| \| \| --------------------- \| --------------------- \| ------------------------- \| --------------------- \| --------------------- \| \| 1.º \| Aaron Gate \| EvoPro Racing \| 4 h 13 min 26 s \| \| \| 2.º \| Attila Valter \| CCC Development \| + 7 s \| \| \| 3.º \| Ben Hill \| Ljubljana Gusto Santic \| + 11 s \| \| \| 4.º \| Adam Stachowiak \| Voster ATS Team \| + 15 s \| \| \| 5.º \| Jodok Salzmann \| Maloja Pushbikers \| + 15 s \| \| \| 6.º \| Jacopo Mosca \| D'Amico UM Tools \| + 15 s \| \| \| 7.º \| Juraj Bellan \| Dukla Banská Bystrica \| + 15 s \| \| \| 8.º \| Patrick Haller \| Heizomat rad-net.de \| + 15 s \| \| \| 9.º \| Timon Loderer \| Hrinkow Advarics Cycleang \| + 15 s \| \| \| 10.º \| Radoslav Rogina \| Adria Mobil \| + 15 s \| \| |                 |                           |                 |
| |                 |                           |                 |
| Fuente: ProCyclingStats |                 |                           |                 |
| Clasificación general |                 |                           |                 |
| Ciclista | Ciclista        | Equipo                    | Tiempo          |
| 1.º | Aaron Gate      | EvoPro Racing             | 4 h 13 min 26 s |
| 2.º | Attila Valter   | CCC Development           | + 7 s           |
| 3.º | Ben Hill        | Ljubljana Gusto Santic    | + 11 s          |
| 4.º | Adam Stachowiak | Voster ATS Team           | + 15 s          |
| 5.º | Jodok Salzmann  | Maloja Pushbikers         | + 15 s          |
| 6.º | Jacopo Mosca    | D'Amico UM Tools          | + 15 s          |
| 7.º | Juraj Bellan    | Dukla Banská Bystrica     | + 15 s          |
| 8.º | Patrick Haller  | Heizomat rad-net.de       | + 15 s          |
| 9.º | Timon Loderer   | Hrinkow Advarics Cycleang | + 15 s          |
| 10.º | Radoslav Rogina | Adria Mobil               | + 15 s          |

### 2.ª etapa
| Vlasenica - Brčko | etapa escarpada | (151 km) |

| \| Clasificación de la etapa \| Clasificación de la etapa \| Clasificación de la etapa \| Clasificación de la etapa \| Clasificación de la etapa \| \| Ciclista \| Ciclista \| Equipo \| Tiempo \| \| \| ------------------------- \| ------------------------- \| ---------------------------- \| ------------------------- \| ------------------------- \| \| 1.º \| Wouter Wippert \| EvoPro Racing \| 3 h 22 min 40 s \| \| \| 2.º \| Patrick Haller \| Heizomat rad-net.de \| + 0 s \| \| \| 3.º \| Paweł Franczak \| Voster ATS Team \| + 0 s \| \| \| 4.º \| Aaron Grosser \| Bike Aid \| + 0 s \| \| \| 5.º \| Jodok Salzmann \| Maloja Pushbikers \| + 0 s \| \| \| 6.º \| Roman Maikin \| Minsk Cycling Club \| + 0 s \| \| \| 7.º \| Leonardo Bonifazio \| Sangemini-Trevigiani-MG.Kvis \| + 0 s \| \| \| 8.º \| Federico Burchio \| D'Amico UM Tools \| + 0 s \| \| \| 9.º \| Jacopo Mosca \| D'Amico UM Tools \| + 0 s \| \| \| 10.º \| Stanisław Aniołkowski \| CCC Development \| + 0 s \| \| |                       |                              |                 |
| |                       |                              |                 |
| Fuente: ProCyclingStats |                       |                              |                 |
| Clasificación de la etapa |                       |                              |                 |
| Ciclista | Ciclista              | Equipo                       | Tiempo          |
| 1.º | Wouter Wippert        | EvoPro Racing                | 3 h 22 min 40 s |
| 2.º | Patrick Haller        | Heizomat rad-net.de          | + 0 s           |
| 3.º | Paweł Franczak        | Voster ATS Team              | + 0 s           |
| 4.º | Aaron Grosser         | Bike Aid                     | + 0 s           |
| 5.º | Jodok Salzmann        | Maloja Pushbikers            | + 0 s           |
| 6.º | Roman Maikin          | Minsk Cycling Club           | + 0 s           |
| 7.º | Leonardo Bonifazio    | Sangemini-Trevigiani-MG.Kvis | + 0 s           |
| 8.º | Federico Burchio      | D'Amico UM Tools             | + 0 s           |
| 9.º | Jacopo Mosca          | D'Amico UM Tools             | + 0 s           |
| 10.º | Stanisław Aniołkowski | CCC Development              | + 0 s           |

| \| Clasificación general \| Clasificación general \| Clasificación general \| Clasificación general \| Clasificación general \| \| Ciclista \| Ciclista \| Equipo \| Tiempo \| \| \| --------------------- \| --------------------- \| ----------------------------- \| --------------------- \| --------------------- \| \| 1.º \| Aaron Gate \| EvoPro Racing \| 7 h 36 min 06 s \| \| \| 2.º \| Attila Valter \| CCC Development \| + 7 s \| \| \| 3.º \| Patrick Haller \| Heizomat rad-net.de \| + 9 s \| \| \| 4.º \| Paweł Franczak \| Voster ATS Team \| + 11 s \| \| \| 5.º \| Ben Hill \| Ljubljana Gusto Santic \| + 11 s \| \| \| 6.º \| Jodok Salzmann \| Maloja Pushbikers \| + 15 s \| \| \| 7.º \| Jacopo Mosca \| D'Amico UM Tools \| + 15 s \| \| \| 8.º \| Roman Maikin \| Minsk Cycling Club \| + 15 s \| \| \| 9.º \| Dario Puccioni \| Sangemini-Trevigiani-MG.K Vis \| + 15 s \| \| \| 10.º \| Juraj Bellan \| Dukla Banská Bystrica \| + 15 s \| \| |                |                               |                 |
| |                |                               |                 |
| Fuente: ProCyclingStats |                |                               |                 |
| Clasificación general |                |                               |                 |
| Ciclista | Ciclista       | Equipo                        | Tiempo          |
| 1.º | Aaron Gate     | EvoPro Racing                 | 7 h 36 min 06 s |
| 2.º | Attila Valter  | CCC Development               | + 7 s           |
| 3.º | Patrick Haller | Heizomat rad-net.de           | + 9 s           |
| 4.º | Paweł Franczak | Voster ATS Team               | + 11 s          |
| 5.º | Ben Hill       | Ljubljana Gusto Santic        | + 11 s          |
| 6.º | Jodok Salzmann | Maloja Pushbikers             | + 15 s          |
| 7.º | Jacopo Mosca   | D'Amico UM Tools              | + 15 s          |
| 8.º | Roman Maikin   | Minsk Cycling Club            | + 15 s          |
| 9.º | Dario Puccioni | Sangemini-Trevigiani-MG.K Vis | + 15 s          |
| 10.º | Juraj Bellan   | Dukla Banská Bystrica         | + 15 s          |

### 3.ª etapa
| Brčko - Teslić | etapa llana | (176 km) |

| \| Clasificación de la etapa \| Clasificación de la etapa \| Clasificación de la etapa \| Clasificación de la etapa \| Clasificación de la etapa \| \| Ciclista \| Ciclista \| Equipo \| Tiempo \| \| \| ------------------------- \| ------------------------- \| ---------------------------- \| ------------------------- \| ------------------------- \| \| 1.º \| Wouter Wippert \| EvoPro Racing \| 3 h 47 min 27 s \| \| \| 2.º \| Aaron Grosser \| Bike Aid \| + 0 s \| \| \| 3.º \| Marko Kump \| Adria Mobil \| + 0 s \| \| \| 4.º \| Riccardo Stacchiotti \| Giotti Victoria-Palomar \| + 0 s \| \| \| 5.º \| Daniel Auer \| Maloja Pushbikers \| + 0 s \| \| \| 6.º \| Paweł Franczak \| Voster ATS Team \| + 0 s \| \| \| 7.º \| Stanisław Aniołkowski \| CCC Development \| + 0 s \| \| \| 8.º \| Leonardo Bonifazio \| Sangemini-Trevigiani-MG.Kvis \| + 0 s \| \| \| 9.º \| Paolo Totò \| Sangemini-Trevigiani-MG.Kvis \| + 0 s \| \| \| 10.º \| Florenz Knauer \| Herrmann Radteam \| + 0 s \| \| |                       |                              |                 |
| |                       |                              |                 |
| Fuente: ProCyclingStats |                       |                              |                 |
| Clasificación de la etapa |                       |                              |                 |
| Ciclista | Ciclista              | Equipo                       | Tiempo          |
| 1.º | Wouter Wippert        | EvoPro Racing                | 3 h 47 min 27 s |
| 2.º | Aaron Grosser         | Bike Aid                     | + 0 s           |
| 3.º | Marko Kump            | Adria Mobil                  | + 0 s           |
| 4.º | Riccardo Stacchiotti  | Giotti Victoria-Palomar      | + 0 s           |
| 5.º | Daniel Auer           | Maloja Pushbikers            | + 0 s           |
| 6.º | Paweł Franczak        | Voster ATS Team              | + 0 s           |
| 7.º | Stanisław Aniołkowski | CCC Development              | + 0 s           |
| 8.º | Leonardo Bonifazio    | Sangemini-Trevigiani-MG.Kvis | + 0 s           |
| 9.º | Paolo Totò            | Sangemini-Trevigiani-MG.Kvis | + 0 s           |
| 10.º | Florenz Knauer        | Herrmann Radteam             | + 0 s           |

| \| Clasificación general \| Clasificación general \| Clasificación general \| Clasificación general \| Clasificación general \| \| Ciclista \| Ciclista \| Equipo \| Tiempo \| \| \| --------------------- \| --------------------- \| ---------------------------- \| --------------------- \| --------------------- \| \| 1.º \| Aaron Gate \| EvoPro Racing \| 11 h 23 min 33 s \| \| \| 2.º \| Attila Valter \| CCC Development \| + 7 s \| \| \| 3.º \| Aaron Grosser \| Bike Aid \| + 9 s \| \| \| 4.º \| Patrick Haller \| Heizomat rad-net.de \| + 9 s \| \| \| 5.º \| Paweł Franczak \| Voster ATS Team \| + 11 s \| \| \| 6.º \| Ben Hill \| Ljubljana Gusto Santic \| + 11 s \| \| \| 7.º \| Roman Maikin \| Minsk Cycling Club \| + 15 s \| \| \| 8.º \| Paolo Totò \| Sangemini-Trevigiani-MG.Kvis \| + 15 s \| \| \| 9.º \| Juraj Bellan \| Dukla Banská Bystrica \| + 15 s \| \| \| 10.º \| Timon Loderer \| Hrinkow Advarics Cycleang \| + 15 s \| \| |                |                              |                  |
| |                |                              |                  |
| Fuente: ProCyclingStats |                |                              |                  |
| Clasificación general |                |                              |                  |
| Ciclista | Ciclista       | Equipo                       | Tiempo           |
| 1.º | Aaron Gate     | EvoPro Racing                | 11 h 23 min 33 s |
| 2.º | Attila Valter  | CCC Development              | + 7 s            |
| 3.º | Aaron Grosser  | Bike Aid                     | + 9 s            |
| 4.º | Patrick Haller | Heizomat rad-net.de          | + 9 s            |
| 5.º | Paweł Franczak | Voster ATS Team              | + 11 s           |
| 6.º | Ben Hill       | Ljubljana Gusto Santic       | + 11 s           |
| 7.º | Roman Maikin   | Minsk Cycling Club           | + 15 s           |
| 8.º | Paolo Totò     | Sangemini-Trevigiani-MG.Kvis | + 15 s           |
| 9.º | Juraj Bellan   | Dukla Banská Bystrica        | + 15 s           |
| 10.º | Timon Loderer  | Hrinkow Advarics Cycleang    | + 15 s           |

### 4.ª etapa
| Prnjavor - Bania Luka | etapa escarpada | (175 km) |

| \| Clasificación de la etapa \| Clasificación de la etapa \| Clasificación de la etapa \| Clasificación de la etapa \| Clasificación de la etapa \| \| Ciclista \| Ciclista \| Equipo \| Tiempo \| \| \| ------------------------- \| ------------------------- \| ----------------------------- \| ------------------------- \| ------------------------- \| \| 1.º \| Marko Kump \| Adria Mobil \| 3 h 31 min 57 s \| \| \| 2.º \| Paweł Franczak \| Voster ATS Team \| + 0 s \| \| \| 3.º \| Aaron Grosser \| Bike Aid \| + 0 s \| \| \| 4.º \| Daniel Auer \| Maloja Pushbikers \| + 0 s \| \| \| 5.º \| Gašper Katrašnik \| Adria Mobil \| + 0 s \| \| \| 6.º \| Jan Ryba \| AC Sparta Praha \| + 0 s \| \| \| 7.º \| Nikolai Shumov \| Minsk Cycling Club \| + 0 s \| \| \| 8.º \| Dario Puccioni \| Sangemini-Trevigiani-MG.K Vis \| + 0 s \| \| \| 9.º \| Dušan Kalaba \| Serbia \| + 0 s \| \| \| 10.º \| Federico Burchio \| D'Amico UM Tools \| + 0 s \| \| |                  |                               |                 |
| |                  |                               |                 |
| Fuente: ProCyclingStats |                  |                               |                 |
| Clasificación de la etapa |                  |                               |                 |
| Ciclista | Ciclista         | Equipo                        | Tiempo          |
| 1.º | Marko Kump       | Adria Mobil                   | 3 h 31 min 57 s |
| 2.º | Paweł Franczak   | Voster ATS Team               | + 0 s           |
| 3.º | Aaron Grosser    | Bike Aid                      | + 0 s           |
| 4.º | Daniel Auer      | Maloja Pushbikers             | + 0 s           |
| 5.º | Gašper Katrašnik | Adria Mobil                   | + 0 s           |
| 6.º | Jan Ryba         | AC Sparta Praha               | + 0 s           |
| 7.º | Nikolai Shumov   | Minsk Cycling Club            | + 0 s           |
| 8.º | Dario Puccioni   | Sangemini-Trevigiani-MG.K Vis | + 0 s           |
| 9.º | Dušan Kalaba     | Serbia                        | + 0 s           |
| 10.º | Federico Burchio | D'Amico UM Tools              | + 0 s           |

## Clasificaciones finales
Las clasificaciones finalizaron de la siguiente forma:

### Clasificación general
| \| Clasificación general \| Clasificación general \| Clasificación general \| Clasificación general \| Clasificación general \| \| Ciclista \| Ciclista \| Equipo \| Tiempo \| \| \| --------------------- \| --------------------- \| ----------------------------- \| --------------------- \| --------------------- \| \| 1.º \| Paweł Franczak \| Voster ATS Team \| 14 h 55 min 35 s \| \| \| 2.º \| Aaron Grosser \| Bike Aid \| + 0 s \| \| \| 3.º \| Attila Valter \| CCC Development \| + 2 s \| \| \| 4.º \| Patrick Haller \| Heizomat rad-net.de \| + 4 s \| \| \| 5.º \| Ben Hill \| Ljubljana Gusto Santic \| + 6 s \| \| \| 6.º \| Jodok Salzmann \| Maloja Pushbikers \| + 10 s \| \| \| 7.º \| Dario Puccioni \| Sangemini-Trevigiani-MG.K Vis \| + 10 s \| \| \| 8.º \| Timon Loderer \| Hrinkow Advarics Cycleang \| + 10 s \| \| \| 9.º \| Christopher Hatz \| Herrmann Radteam \| + 10 s \| \| \| 10.º \| Federico Burchio \| D'Amico UM Tools \| + 10 s \| \| |                  |                               |                  |
| |                  |                               |                  |
| Fuente: ProCyclingStats |                  |                               |                  |
| Clasificación general |                  |                               |                  |
| Ciclista | Ciclista         | Equipo                        | Tiempo           |
| 1.º | Paweł Franczak   | Voster ATS Team               | 14 h 55 min 35 s |
| 2.º | Aaron Grosser    | Bike Aid                      | + 0 s            |
| 3.º | Attila Valter    | CCC Development               | + 2 s            |
| 4.º | Patrick Haller   | Heizomat rad-net.de           | + 4 s            |
| 5.º | Ben Hill         | Ljubljana Gusto Santic        | + 6 s            |
| 6.º | Jodok Salzmann   | Maloja Pushbikers             | + 10 s           |
| 7.º | Dario Puccioni   | Sangemini-Trevigiani-MG.K Vis | + 10 s           |
| 8.º | Timon Loderer    | Hrinkow Advarics Cycleang     | + 10 s           |
| 9.º | Christopher Hatz | Herrmann Radteam              | + 10 s           |
| 10.º | Federico Burchio | D'Amico UM Tools              | + 10 s           |

### Clasificación de la montaña
| Clasificación de la montaña | Clasificación de la montaña | Clasificación de la montaña      | Clasificación de la montaña | Clasificación de la montaña |
| Ciclista                    | Ciclista                    | Equipo                           | Puntos                      |                             |
| --------------------------- | --------------------------- | -------------------------------- | --------------------------- | --------------------------- |
| 1.º                         | Óscar Quiroz                | Coldeportes Bicicletas Strongman | 9 pts                       |                             |
| 2.º                         | Johannes Schinnagel         | Maloja Pushbikers                | 6 pts                       |                             |
| 3.º                         | Antonio Di Sante            | Sangemini-Trevigiani-MG.K Vis    | 5 pts                       |                             |
| 4.º                         | Aljaž Prah                  | Ljubljana Gusto Santic           | 3 pts                       |                             |
| 5.º                         | Dario Puccioni              | Sangemini-Trevigiani-MG.K Vis    | 3 pts                       |                             |
| 6.º                         | Aaron Gate                  | EvoPro Racing                    | 2 pts                       |                             |
| 7.º                         | Radoslav Rogina             | Adria Mobil                      | 1 pt                        |                             |
| 8.º                         | Brayan Hernández            | Coldeportes Bicicletas Strongman | 1 pt                        |                             |
| 9.º                         | Jodok Salzmann              | Maloja Pushbikers                | 1 pt                        |                             |

### Clasificación de las metas volantes
| Clasificación de las metas volantes | Clasificación de las metas volantes | Clasificación de las metas volantes | Clasificación de las metas volantes | Clasificación de las metas volantes |
| Ciclista                            | Ciclista                            | Equipo                              | Puntos                              |                                     |
| ----------------------------------- | ----------------------------------- | ----------------------------------- | ----------------------------------- | ----------------------------------- |
| 1.º                                 | William Muñoz                       | Coldeportes Bicicletas Strongman    | 21 pts                              |                                     |
| 2.º                                 | Florenz Knauer                      | Herrmann Radteam                    | 19 pts                              |                                     |
| 3.º                                 | Christopher Hatz                    | Herrmann Radteam                    | 8 pts                               |                                     |
| 4.º                                 | Daniel Crista                       | Giotti Victoria-Palomar             | 6 pts                               |                                     |
| 5.º                                 | Martin Mahdar                       | Dukla Banská Bystrica               | 5 pts                               |                                     |
| 6.º                                 | Daniel Bichlmann                    | Bike Aid                            | 3 pts                               |                                     |
| 7.º                                 | Marcel Franz                        | Heizomat rad-net.de                 | 3 pts                               |                                     |
| 8.º                                 | Angelo Raffaele                     | D'Amico UM Tools                    | 2 pts                               |                                     |
| 9.º                                 | Yauhen Sobal                        | Minsk Cycling Club                  | 1 pt                                |                                     |
| 10.º                                | Karel Tyrpekl                       | Pardus-Tufo Prostejov               | 1 pt                                |                                     |

### Clasificación de los jóvenes
| Clasificación del mejor joven | Clasificación del mejor joven | Clasificación del mejor joven    | Clasificación del mejor joven | Clasificación del mejor joven |
| Ciclista                      | Ciclista                      | Equipo                           | Tiempo                        |                               |
| ----------------------------- | ----------------------------- | -------------------------------- | ----------------------------- | ----------------------------- |
| 1.º                           | Attila Valter                 | CCC Development                  | 14 h 55 min 37 s              |                               |
| 2.º                           | Patrick Haller                | Heizomat rad-net.de              | + 2 s                         |                               |
| 3.º                           | Karel Tyrpekl                 | Pardus-Tufo Prostejov            | + 8 s                         |                               |
| 4.º                           | Juri Hollmann                 | Heizomat rad-net.de              | + 8 s                         |                               |
| 5.º                           | Szymon Tracz                  | CCC Development                  | + 8 s                         |                               |
| 6.º                           | Brayan Hernández              | Coldeportes Bicicletas Strongman | + 8 s                         |                               |
| 7.º                           | Erik Fetter                   | Hungría                          | + 1 min 53 s                  |                               |
| 8.º                           | Aljaž Prah                    | Ljubljana Gusto Santic           | + 1 min 53 s                  |                               |
| 9.º                           | Balázs Vas                    | Hungría                          | + 2 min 16 s                  |                               |
| 10.º                          | Jakob Geßner                  | Heizomat rad-net.de              | + 3 min 23 s                  |                               |

### Clasificación por equipos
| Clasificación por equipos | Clasificación por equipos        | Clasificación por equipos | Clasificación por equipos |
| Equipo                    | Equipo                           | Tiempo                    |                           |
| ------------------------- | -------------------------------- | ------------------------- | ------------------------- |
| 1.º                       | Sangemini-Trevigiani-MG.Kvis     | 44 h 47 min 15 s          |                           |
| 2.º                       | Heizomat Rad-Net                 | + 0 s                     |                           |
| 3.º                       | Maloja Pushbikers                | + 0 s                     |                           |
| 4.º                       | Ljubljana Gusto Santic           | + 0 s                     |                           |
| 5.º                       | Adria Mobil                      | + 0 s                     |                           |
| 6.º                       | Coldeportes Bicicletas Strongman | + 17 s                    |                           |
| 7.º                       | Voster ATS Team                  | + 1 min 02 s              |                           |
| 8.º                       | Bike Aid                         | + 1 min 16 s              |                           |
| 9.º                       | Minsk Cycling Club               | + 2 min 53 s              |                           |
| 10.º                      | Hungría                          | + 3 min 11 s              |                           |

## Evolución de las clasificaciones
| Etapa                   | Vencedor                | Clasificación general | Clasificación de las metas volantes | Clasificación de la montaña | Clasificación sub-23 | Clasificación por equipos    |
| ----------------------- | ----------------------- | --------------------- | ----------------------------------- | --------------------------- | -------------------- | ---------------------------- |
| 1.ª                     | Aaron Gate              | Aaron Gate            | Florenz Knauer                      | Johannes Schinnagel         | Attila Valter        | EvoPro Racing                |
| 2.ª                     | Wouter Wippert          | Aaron Gate            | Florenz Knauer                      | Johannes Schinnagel         | Attila Valter        | EvoPro Racing                |
| 3.ª                     | Wouter Wippert          | Aaron Gate            | Florenz Knauer                      | Johannes Schinnagel         | Attila Valter        | EvoPro Racing                |
| 4.ª                     | Marko Kump              | Paweł Franczak        | William Muñoz                       | Óscar Quiroz                | Attila Valter        | Sangemini-Trevigiani-MG.Kvis |
| Clasificaciones finales | Clasificaciones finales | Paweł Franczak        | William Muñoz                       | Óscar Quiroz                | Attila Valter        | Sangemini-Trevigiani-MG.Kvis |

## UCI World Ranking
La Belgrado-Bania Luka otorgó puntos para el UCI World Ranking a corredores de los equipos en las categorías UCI WorldTeam, Profesional Continental y Equipos Continentales. Las siguientes tablas muestran el baremo de puntuación y los 10 corredores que obtuvieron más puntos:
| Posición              | 1.º | 2.º | 3.º | 4.º | 5.º | 6.º | 7.º | 8.º | 9.º | 10.º | 11.º | 12.º | 13.º-15.º | 16.º-25.º |
| Clasificación general | 125 | 85  | 70  | 60  | 50  | 40  | 35  | 30  | 25  | 20   | 15   | 10   | 5         | 3         |
| Por etapa             | 14  | 5   | 3   |     |     |     |     |     |     |      |      |      |           |           |
| Líder                 | 3   |     |     |     |     |     |     |     |     |      |      |      |           |           |

| Clasificación |                  |                              |         |       |       |       |
| Posición      | Ciclista         | Equipo                       | General | Etapa | Líder | Total |
| ------------- | ---------------- | ---------------------------- | ------- | ----- | ----- | ----- |
| 1.º           | Paweł Franczak   | Voster ATS                   | 125     | 8     | -     | 133   |
| 2.º           | Aaron Grosser    | Bike Aid                     | 85      | 8     | -     | 93    |
| 3.º           | Attila Valter    | CCC Development              | 70      | 5     | -     | 65    |
| 4.º           | Patrick Haller   | Heizomat Rad-Net.de          | 60      | 5     | -     | 75    |
| 5.º           | Benjamin Hill    | Ljubljana Gusto Santic       | 50      | 3     | -     | 53    |
| 6.º           | Jodok Salzmann   | Maloja Pushbikers            | 40      | -     | -     | 40    |
| 7.º           | Dario Puccioni   | Sangemini-Trevigiani-MG.Kvis | 35      | -     | -     | 35    |
| 8.º           | Timon Loderer    | Hrinkow Advarics Cycleang    | 30      | -     | -     | 30    |
| 9.º           | Wouter Wippert   | EvoPro Racing                | -       | 28    | -     | 28    |
| 10.º          | Christopher Hatz | Herrmann Radteam             | 25      | -     | -     | 25    |